# Moyencourt

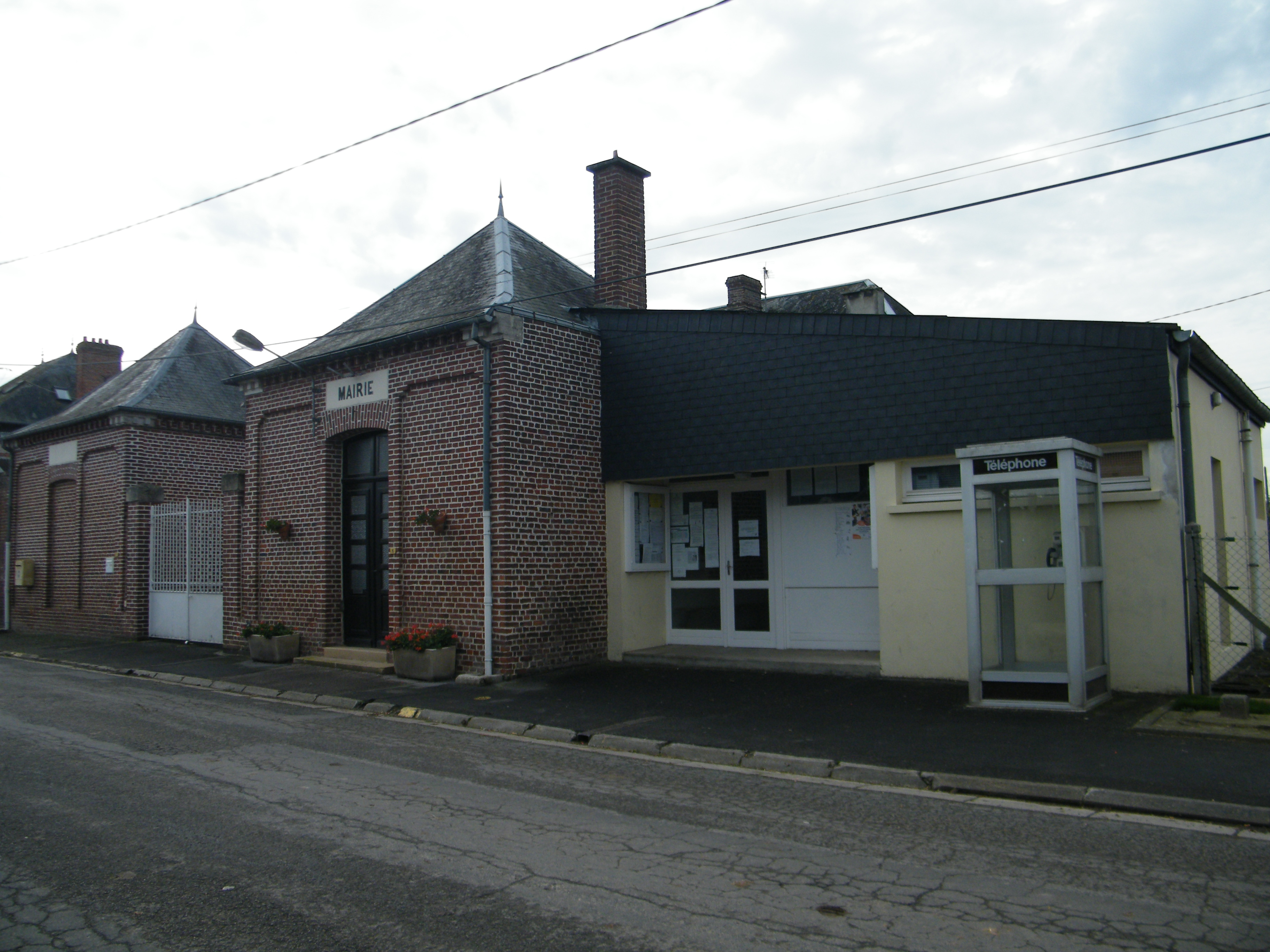
Kommunale Gebäude

Moyencourt (picardisch: Moyincourt) ist eine nordfranzösische Gemeinde mit 330 Einwohnern (Stand 1. Januar 2022) im Département Somme in der Region Hauts-de-France. Die Gemeinde liegt im Arrondissement Péronne, gehört zum Kanton Ham und ist Teil des Gemeindeverbandes Est de la Somme.

## Geographie
Moyencourt liegt rund 5 km südöstlich von Nesle an der Départementsstraße D154 und an zwei kleinen Zuflüssen des Petit Ingon, dem Arriveau und der Rivière Bleue. Der Canal du Nord verläuft östlich bereits außerhalb des Gemeindegebiets.

## Geschichte
Die Gemeinde erhielt als Auszeichnung das Croix de guerre 1914–1918.

## Einwohner
| 1962 | 1968 | 1975 | 1982 | 1990 | 1999 | 2006 | 2010 |
| ---- | ---- | ---- | ---- | ---- | ---- | ---- | ---- |
| 341  | 309  | 286  | 283  | 263  | 241  | 293  | 304  |

## Verwaltung
Bürgermeister (maire) ist seit 2001 Serge Lefebvre.